# 阿米蒂鎮區 (北達科他州博蒂諾縣)
阿米蒂鎮區（英語：Amity Township）是位於美國北達科他州博蒂諾縣的一個鎮區。

## 地方資料
阿米蒂鎮區的面積為93.49平方千米，當中陸地面積為93.23平方千米，而水域面積為0.25平方千米。根據2020年美國人口普查的數據，當地共有人口31人，而人口密度為每平方千米0.33人。